# العلاقات الرواندية السريلانكية
العلاقات الرواندية السريلانكية هي العلاقات الثنائية التي تجمع بين رواندا وسريلانكا.

## مقارنة بين البلدين
هذه مقارنة عامة ومرجعية للدولتين:
| وجه المقارنة                                              | رواندا                                        | سريلانكا                         |
| --------------------------------------------------------- | --------------------------------------------- | -------------------------------- |
| المساحة (كم2)                                             | 26.34 ألف                                     | 65.61 ألف                        |
| عدد السكان (نسمة)                                         | 12.21 مليون                                   | 21.44 مليون                      |
| الكثافة السكانية (ن./كم²)                                 | 463.55                                        | 326.78                           |
| العاصمة                                                   | كيغالي                                        | سري جاياواردنابورا كوتي، كولمبو  |
| اللغة الرسمية                                             | اللغة الكينيارواندا، لغة إنجليزية، لغة فرنسية | اللغة السنهالية، اللغة التاميلية |
| العملة                                                    | فرنك رواندي                                   | روبية سريلانكي                   |
| الناتج المحلي الإجمالي (بليون دولار)                      | 9.14 مليار                                    | 87.17 مليار                      |
| الناتج المحلي الإجمالي (تعادل القوة الشرائية) بليون دولار | 20.46 مليار                                   | 246.62 مليار                     |
| الناتج المحلي الإجمالي الاسمي للفرد دولار أمريكي          | 697                                           | 3.93 ألف                         |
| الناتج المحلي الإجمالي للفرد دولار أمريكي                 | 1.66 ألف                                      | 11.11 ألف                        |
| مؤشر التنمية البشرية                                      | 0.483                                         | 0.757                            |
| رمز المكالمات الدولي                                      | +250                                          | +94                              |
| رمز الإنترنت                                              | .rw                                           | .lk،                             |
| المنطقة الزمنية                                           | ت ع م+02:00                                   | ت ع م+05:30                      |

## منظمات دولية مشتركة
يشترك البلدان في عضوية مجموعة من المنظمات الدولية، منها:
| علم المنظمة | اسم المنظمة                               | تاريخ انضمام رواندا | تاريخ انضمام سريلانكا |
| ----------- | ----------------------------------------- | ------------------- | --------------------- |
|             | مؤسسة التنمية الدولية                     | 30 سبتمبر 1963      | 27 يونيو 1961         |
|             | يونسكو                                    | 7 نوفمبر 1962       | 14 نوفمبر 1949        |
|             | وكالة ضمان الاستثمار متعدد الأطراف        | 27 سبتمبر 2002      | 27 مايو 1988          |
|             | الأمم المتحدة                             | 18 سبتمبر 1962      | 14 ديسمبر 1955        |
|             | دول الكومنولث                             | ?                   | 1948                  |
|             | الاتحاد البريدي العالمي                   | ?                   | ?                     |
|             | البنك الدولي للإنشاء والتعمير             | 30 سبتمبر 1963      | 29 أغسطس 1950         |
|             | الاتحاد الدولي للاتصالات                  | 12 ديسمبر 1962      | 1897                  |
|             | منظمة حظر الأسلحة الكيميائية              | ?                   | ?                     |
|             | مؤسسة التمويل الدولية                     | 6 نوفمبر 1975       | 20 يوليو 1956         |
|             | المركز الدولي لتسوية المنازعات الاستشارية | 14 نوفمبر 1979      | 11 نوفمبر 1967        |
|             | منظمة التجارة العالمية                    | ?                   | ?                     |
|             | منظمة الشرطة الجنائية الدولية             | ?                   | ?                     |

## وصلات خارجية
- موقع وزارة الخارجية الرواندية
- موقع وزارة الخارجية السريلانكية